# Regimentul independent de radiolocație „Basarabia”
Regimentul independent de radiolocație „Basarabia” este o unitate militară din cadrul Forțelor Terestre ale Armatei Naționale a Republicii Moldova, dislocată la Durlești, municipiul Chișinău. 

## Legături externe
- Amplasare geografică (vedere din satelit) Wikimapia.org